# Коктенкольское молибденовое месторождение
Коктенко́льское (Коктинкольское, Коктынкольское) вольфра́м-молибде́новое месторожде́ние расположено в Карагандинской области Казахстана, в 80 км к юго-западу от Аксу-Аюлы в 5 км к северу от села Коктенколь. Открыто Бедровым Г. И. в 1956 году.

## История
Месторождение было открыто Бедровым Г. И. в 1956 году. Геологоразведка производилась в 1956—1963 годах, доразведка — в 1969 году.

## Характеристика
Месторождение относится к штокверковому типу, расположено в пределах краевого вулканического пояса в западной части Успенского прогиба. Рудное поле сложено вулканогенно-осадочными породами среднего и верхнего девона и осадочными породами фаменского яруса. На севере и юге месторождения породы образуют антиклинали, в центральной части — синклинали. В северной части месторождения имеются выходы на поверхность гранитов верхнепермского возраста площадью 0,15 км².
В составе руды присутствует молибден, встречаются также вольфрам, медь и висмут. Рудные минералы представлены молибденитом, пиритом, вольфрамитом, повеллитом, шеелитом, гюбнеритом, халькопиритом, висмутином и ярозитом. Рудная часть сосредоточена между эффузивными породами и гранитами. Мощность прожилков варьируется от 1—2 мм до 10—15 см (преобладает 0,5—2 см). На глубине до 500 м граниты образуют тело удлинённой изогнутой формы протяжённостью около 5 км.
В месторождении выделяют Южный, Промежуточный и Северный рудные участки. Промежуточный участок характеризуется наличием коры выветривания мощностью до 100 м и более с вольфрамовой минерализацией, ниже которой располагаются коренные карбонатные породы. Впервые исследованиями коры выветривания в этом районе занимался А. К. Мазуров. На Южном и Северном участках преобладает молибденовое оруденение в виде прожилков, кора выветривания практически отсутствует. Общий вертикальный размах оруденения на флангах месторождения составляет 800—900 м.
Максимальные концентрации молибдена сосредоточены в экзоконтакте гранитов. Небольшая часть молибдена находится в самих гранитах. Зоны концентрации вольфрама, висмута и олова, находятся выше областей максимальных концентраций молибдена. Медь сосредоточена на флангах месторождения. Свинец концентрируется в корневых частях молибденового оруденения.
Основными способами переработки руд являются флотация и гравитационное обогащение.